# Коксутобе
Коксутобе — поселение V—XII вв. (археол.).
Находится на территории подсобного хозяйства Коксу Шардаринского района Туркестанской области, в пойме левого берега реки Сырдария. Открыто и обследовано в 1949 году Южно-Казахстанской археологической экспедицией (рук. А. Н. Бернштам). Вторично обследовано экспедицией археологического отряда Шымкентского педагогического института в 1982 году (рук. Н. П. Подушкин). Овальная в плане площадка, высота 1,5—2 м с длиной. сторон: север-юг 120 м, запад-восток 160 м. Площадка окружена рвом шириной 20—25 м; сохранились следы вала. В центре площадки остатки укреплений в виде бугра овальной формы высоты 8—9 м и длиной сторон в верхней части: север-юг 35 м, запад-восток 50 м. Найдены фрагменты хозяйственной и столовой керамики (в основном ручной лепки). Западная сторона поселения частично разрушена при строительстве современного канала.